# Llanos de Albacete
Die Comarca Llanos de Albacete ist eine der sieben Comarcas in der Provinz Albacete der autonomen Gemeinschaft Kastilien-La Mancha.
Die Comarca umfasst nur die Gemeinde Albacete.